# Lir
 (signalé en juin 2025).
Si vous disposez d'ouvrages ou d'articles de référence ou si vous connaissez des sites web de qualité traitant du thème abordé ici, merci de compléter l'article en donnant les références utiles à sa vérifiabilité et en les liant à la section « Notes et références ».
- Archive Wikiwix
- Bing
- Cairn
- DuckDuckGo
- E. Universalis
- Gallica
- Google
- G. Books
- G. News
- G. Scholar
- Persée
- Qwant
- (zh) Baidu
- (ru) Yandex
- (wd) trouver des œuvres sur Wikidata

Cet article possède un paronyme, voir Lire (paronymie).
Lir, dans la mythologie celtique irlandaise, est le dieu de la mer, qui est la signification de son nom (Lir est le génitif, le nominatif est Ler), c’est un dieu suprême des Tuatha Dé Danann. Il est le père de Manannan Mac Lir. Il a aussi une fille, Fionnuala, dont le nom de la mère n’est pas mentionné.
Dans la tradition galloise, il est Llyr, père de Manawyddan Fab Llyr, de Bran le Béni, de Branwen et des jumeaux Nisien et Evnissyen, issus de l’union avec Pernaddun.

## Dans la culture
Ce dieu serait à l'origine du personnage Le Roi Lear de William Shakespeare.
Dans le Garden of Remembrance (Dublin, jardin qui commémore les victimes de la lutte pour l'indépendance de l'Irlande), une sculpture s'intitule Children of Lir, œuvre d'Oisín Kelly.
The Children of Lir (1993) est une œuvre musicale du compositeur irlandais Patrick Cassidy.